# Povolžští Němci

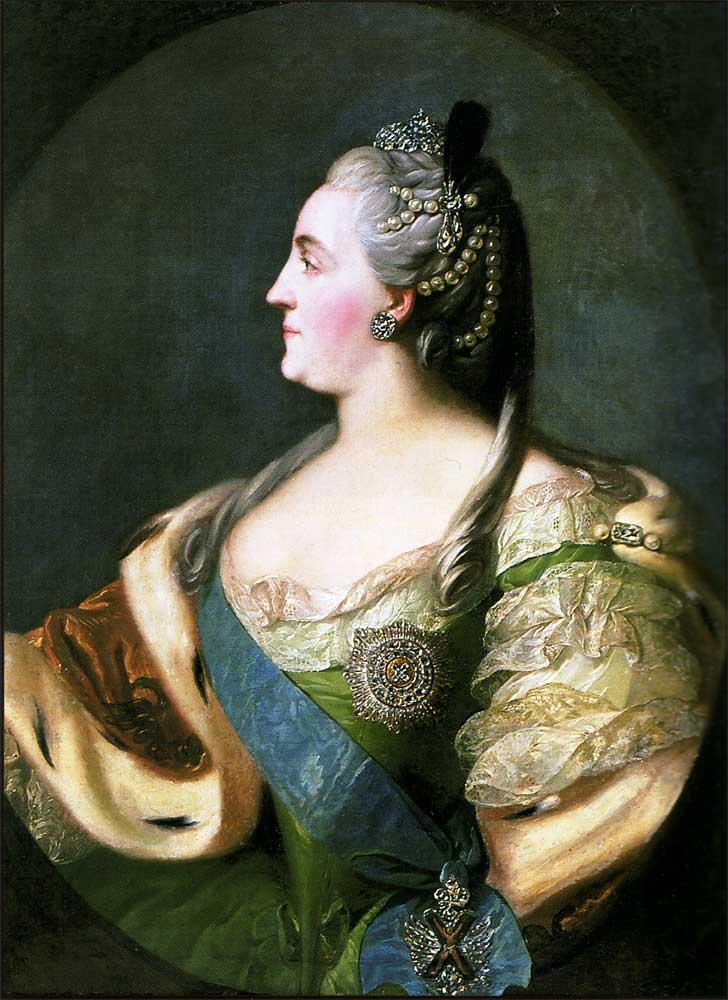
Kateřina II. Veliká

Povolžští Němci (německy: Wolgadeutsche nebo Russlanddeutsche, rusky: поволжские немцы) byli etničtí Němci žijící podél řeky Volhy v jižní části evropského Ruska převážně v okolí dnešního města Saratov. Němečtí imigranti přišli do Ruska v 18. století, jelikož jim carevna Kateřina II. zaručila svobodu vyznání a jazyka a možnost udržovat vlastní tradice. V průběhu 19. a na začátku 20. století mnoho Povolžských Němců emigrovalo do USA a Argentiny.
Během období tzv. Velkého teroru a následně po útoku nacistů na SSSR v roce 1941 byli Povolžští Němci prohlášeni sovětskou vládou za zrádce a posláni do pracovních táborů na Sibiř a do střední Asie, kde dodnes tvoří nezanedbatelné národnostní menšiny. Po kolapsu východního bloku a rozpadu SSSR se mnoho zbývajících Němců na základě práva na návrat přestěhovalo do Německa.

## Kateřina II. Veliká
V roce 1762 usedla na carský trůn manželka cara Petra III. carevna Kateřina II. někdy známá pod přízviskem Veliká. Nová vládkyně, vlastním jménem Sofie Frederika Augusta, pocházela ze Štětína a byla etnická Němka. Po nástupu na trůn provedla několik významných reforem a v letech 1762–1763 pozvala kolonisty z Evropy (kromě Židů) do Ruska, při čemž jim zaručila svobodu vyznání, jazyka a kultury.
Lidé ze zemí jako Anglie či Francie se více zajímali o emigraci do  příslušných koloniálních panství a další země jako Rakousko emigraci zakázaly. Největší ohlas našla výzva u Kateřininých krajanů v rozdrobeném a slabém Německu. Osadníci přišli převážně z Bavorska, Bádenska, Hesenska, Falce a Porýní. Ti, kteří přišli, začali hned využívat výhod, které jim Kateřininy zákony vyhrazovaly (např. nemuseli sloužit v armádě).

## První vlna emigrace
V 19. století začalo carské Rusko s prosazováním rusifikace říše a razantně omezilo německé svobody. Pro mnoho Němců to byl impulz k hledání nového útočiště. Nový domov nalezli převážně v USA, Kanadě a Jižní Americe. 
Povolžští Němci se ve Spojených státech stěhovali převážně do severních oblastí a to do obou Dakot, Kansasu a Nebrasky. Od roku 1906 začaly vycházet německé noviny Der Staats Anzeiger. V roce 1920 žilo v USA na 118 493 Povolžských Němců a jejich potomků. V Kanadě Němci osidlovali oblast Velkých planin a to především Albertu, Manitobu a Saskatchewan.
V Jižní Americe se vznikaly nové německé osady převážně v Argentině a v Brazílii, z které ale Němci často pokračovali dál do Argentiny. V roce 2022 tvořili potomci Němců 8 % argentinské populace (tj. 3,5 miliónu lidí), z kterých 2,5 miliónu lidí mělo povolžsko-německý původ (celkem 5,7% populace). Nejkoncentrovanější německá populace se nacházela v provinciích Entre Ríos, střed a jihozápad provincie Buenos Aires a v provincii La Pampa. 

## Pod nadvládou bolševiků

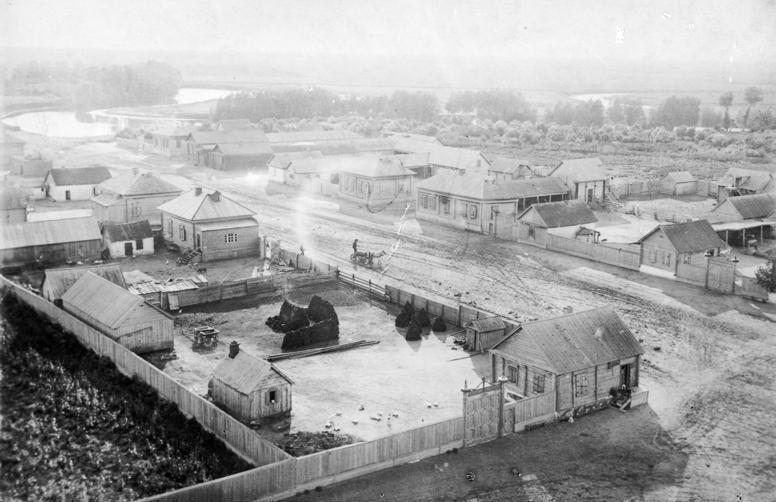
Německá vesnice Streckerau 1920 (dnes Novokamenka u Saratova)

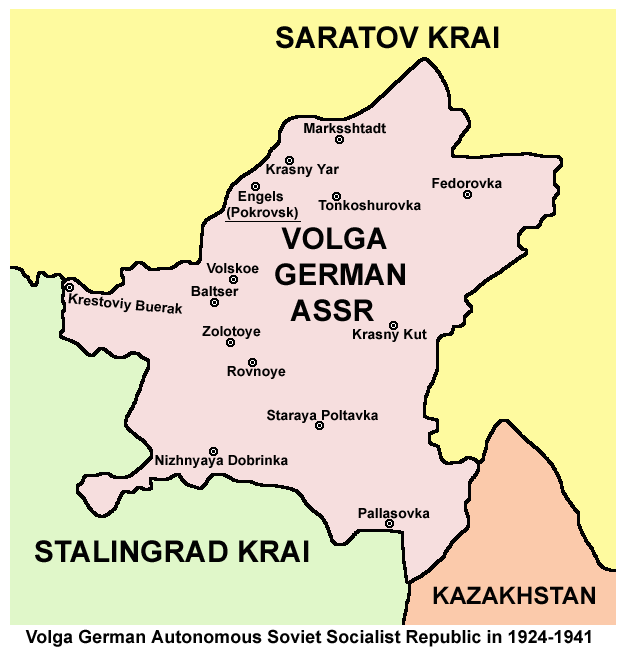

Po nástupu bolševiků k moci a zavedení práva na sebeurčení menšin vznikla v roce 1924 tzv. Autonomní sovětská socialistická republika Povolžských Němců. Němčina měla funkci úředního a vyučovacího jazyka vedle ruštiny. Hlavním městem republiky se stal Pokrovsk, roku 1931 přejmenovaný na Engels. Republika měla v roce 1941 okolo 600 tisíc obyvatel, z nichž byli dvě třetiny byli německého původu.  
Když 22. června 1941 Německo napadlo SSSR, Stalin se začal obávat, že by Povolžští Němci mohli začít spolupracovat s rychle postupujícím Wehrmachtem. Dne 28. srpna 1941 dal příkaz, aby byla Volžsko-německá ASSR rozpuštěna a etničtí Němci byli přesídleni na východ za Ural. Přesídleno bylo okolo 400 000 Němců, jejichž novým domovem se stal převážně Kazachstán, střední Asie a Altaj. Mnoho Němců skončilo v pracovních táborech a třetina se jich už nevrátila. Následně byl vydán zákaz etnickým Němcům sloužit v Rudé armádě.
Němci se už nikdy nevrátili do své původní domoviny v povodí Volhy. Několik desítek let měli návrat přímo zakázaný, a tak jich mnoho zůstalo na Sibiři a ve střední Asii. Po počátečním období represí se nakonec Němci v nových oblastech usídlili, jejich počet začal narůstat, přičemž stále udržovali svoje tradice a jazyk. V roce 1979 začalo sílit hnutí za obnovení Německé autonomní republiky. Hnutí vzniklo v Kazachstánu, kde v té době žilo 936 000 Němců, a stali se tak po Kazaších a Rusech třetí největší etnickou skupinou. Podle návrhu měla republika vzniknout v okolí města Ermentau na severu Kazachstánu. V červnu 1979 dokonce proběhla v Astaně demonstrace na podporu vzniku republiky. Komunistická vláda ale z obav z reakce místních Kazachů a autonomistických sklonů Ujgurů na vznik republiky nikdy nepřistoupila.

## Současnost
Po rozpadu SSSR se malá část Němců vrátila do oblasti Povolží. Však mnohem větší část Němců využila možnosti emigrovat do Německa. Využili tzv. práva na návrat. Německá vláda umožnila přihlásit se o německé občanství těm, kteří dokázali, že jsou uprchlíci či vysídlenci německého původu nebo jejich potomci. Němci se mohli vrátit do své dávné vlasti, a to i za předpokladu, že uměli málo nebo vůbec německy.
Po vyhlášení nezávislosti pobaltských států se další Němci začali stěhovat do tzv. Kaliningradské oblasti, která byla před druhou světovou válkou součástí Německa jako Východní Prusko. Emigrace se zrychlila, když Německo zastavilo přidělování občanství Němcům z bývalého SSSR. Podle sčítání lidu 2010 bylo v Kaliningradské oblasti 7 349 Němců (tj. 0,8 % z celé místní populace).
Podle sčítání lidu z roku 2021 žije v Rusku 195 256 Němců a dalších 1,5 miliónu přiznává svůj německý rodový původ. V Kazachstánu tvoří s populací 226 092 osob (sčítání lidu 2021) nezanedbatelnou menšinu s podílem 1,2 % na celkové kazašské populaci. Dalších 8 132 Němců žije v Kyrgyzstánu (sčítání lidu 2021).

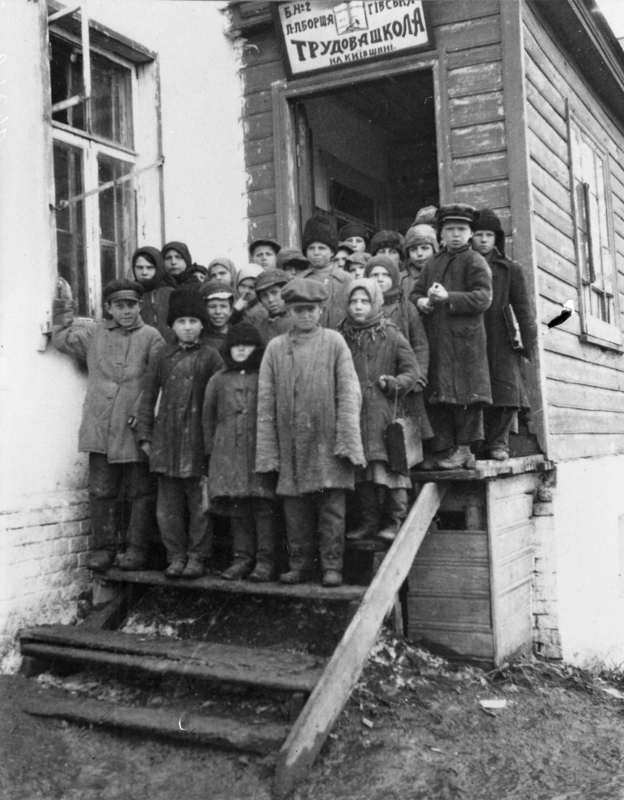
Děti Volžských Němců před jejich školou (1933)